# Marolles-en-Brie (Seine-et-Marne)
Marolles-en-Brie település Franciaországban, Seine-et-Marne megyében. Lakosainak száma 413 fő (2022. január 1.). Marolles-en-Brie Saint-Siméon, Amillis, Chailly-en-Brie, Chevru és Choisy-en-Brie községekkel határos.

## Népesség
A település népességének változása:
| Lakosok száma | 397  | 404  | 405  | 401  | 406  | 410  | 415  | 412  | 413  |
|               | 2013 | 2015 | 2016 | 2017 | 2018 | 2019 | 2020 | 2021 | 2022 |